# Lisa Pigato
Lisa Pigato (* 21. Juni 2003) ist eine italienische Tennisspielerin.

## Karriere
Pigato spielt seit 2018 Turniere der ITF Women’s World Tennis Tour, wo sie im Folgejahr ihre ersten beiden Turniersiege im Einzel hatte. 2019 nahm sie mit den Australian Open erstmals bei einem Grand-Slam-Turnier der Juniorinnen teil. Schied sie im Doppel bereits in der ersten Runde aus, erreichte sie im Einzel immerhin das Achtelfinale.
Am 10. Oktober 2020 gewann sie den Doppeltitel der French Open bei den Juniorinnen. Im Finale triumphierte sie an der Seite von Eleonora Alvisi gegen Maria Bondarenko und Diana Schneider mit 7:63 und 6:4.

## Turniersiege

### Einzel
| Nr. | Datum              | Turnier  | Kategorie | Belag   | Finalgegnerin         | Ergebnis              |
| --- | ------------------ | -------- | --------- | ------- | --------------------- | --------------------- |
| 1.  | 15. September 2019 | Tabarka  | ITF W15   | Sand    | Anna Ureke            | 6:0, 2:0 Aufgabe      |
| 2.  | 10. November 2019  | Iraklio  | ITF W15   | Sand    | Melania Delai         | kampflos              |
| 3.  | 27. März 2022      | Antalya  | ITF W15   | Sand    | İlay Yörük            | 6:2, 3:6, 3:1 Aufgabe |
| 4.  | 5. November 2023   | Solarino | ITF W25   | Teppich | Dalila Spiteri        | 1:6, 6:2, 6:3         |
| 5.  | 16. März 2025      | Gonesse  | ITF W15   | Sand    | Thessy Ntondele Zinga | 6:1, 6:4              |

### Doppel
| Nr. | Datum              | Turnier                  | Kategorie | Belag             | Partnerin          | Finalgegnerinnen                          | Ergebnis         |
| --- | ------------------ | ------------------------ | --------- | ----------------- | ------------------ | ----------------------------------------- | ---------------- |
| 1.  | 18. Dezember 2020  | Gröden                   | ITF W25   | Hartplatz (Halle) | Matilde Paoletti   | Maja Chwalińska Linda Fruhvirtová         | 7:5, 6:1         |
| 2.  | 18. September 2021 | Jablonec nad Nisou       | ITF W25   | Sand              | Andreea Roșca      | Mana Kawamura Funa Kozaki                 | 3:6, 6:3, [10:7] |
| 3.  | 21. Mai 2022       | Rom                      | ITF W60   | Sand              | Matilde Paoletti   | Darja Astachowa Daniela Vismane           | 6:3, 7:67        |
| 4.  | 4. Juni 2022       | Brescia                  | ITF W60   | Sand              | Nuria Brancaccio   | Schibek Qulambajewa Diāna Marcinkēviča    | 6:4, 6:1         |
| 5.  | 16. September 2023 | Warna                    | ITF W25   | Sand              | Daniela Vismane    | Karola Patricia Bejenaru Yasmine Mansouri | 7:64, 7:5        |
| 6.  | 21. Oktober 2023   | Santa Margherita di Pula | ITF W25   | Sand              | Martina Colmegna   | Nika Radišić Anita Wagner                 | 6:4, 7:5         |
| 7.  | 17. November 2023  | Solarino                 | ITF W25   | Teppich           | Angelica Moratelli | Sopia Schapatawa Emily Webley-Smith       | 6:3, 6:4         |
| 8.  | 22. Februar 2025   | Antalya                  | ITF W15   | Sand              | Vittoria Paganetti | Živa Falkner Yūki Naitō                   | 6:3, 6:4         |